# The Exploited
The Exploited je škotska punk skupina iz Edinburga, ustanovljena leta 1979. Skupina je začela z Oi! glasbo, kasneje pa so se preusmerili v hitrejši street punk in hardcore punk. Leta 1981 so izdali svoj prvenec, singl Army Life. Album Punk's Not Dead je sledil v istem letu. Kljub mnogim menjavam zasedbe se je skupina obdržala do danes. Trenutno ustvarjajo nov album.

## Zgodovina
Bend je začel leta 1979 v Edinburghu. Prvi člani so bili John »Big« Duncan na kitari, Terry Buchan za mikrofonom, Alan Martin za bobni in Gary McCormack z basom v rokah. Po nekaj mesecih je Terry skupino zapustil, vlogo pa je prevzel njegov brat in bivši vojak, Walter »Wattie« Buchan (na sliki zgoraj). Navdušena nad prvim valom Punka, se ga je štiričlanska zasedba tudi odločila igrat, vendar v malo hitrejši in agresivnejši različici. Leta 1980 je skupina ustvarila novo založniško družbo Exploited Record Company. Takoj so izdali singl z naslovom Army Life, ki je bil na neodvisni lestvici za 2 meseca na šestem mestu, pozneje pa na lestvici Top 20 za osemnajst mesecev. Ko so se zavedali svojega uspeha so takoj izdali drugi singl Barmy Army, ki se je spet znašel na neodvisni lestvici, kjer je za kar 53 tednov zasedal četrto mesto.
Leta 1981 so podpisali pogodbo z Secret Record Company in izdali še en singl z naslovom Dogs of War, ki je spet prišel na neodvisno lestvico, tokrat na drugo mesto. Še isto leto so izdali njihovo največjo uspešnico, album Punks Not Dead. Na državni lestvici, na katero so prišli nekaj tednov pozneje, so uspeli priti na triinšestdeseto mesto. Bend je potem izdal prvi album posnet v živo On Stage, ki so ga posneli na koncertu v Edinburghu. Kmalu za tem se so skupaj z Discharge, Anti-Nowhere League, Anti Pasti in ostalimi punk skupinami odpravili na turnejo Apocalypse Now.

## Diskografija

### Studijski albumi
- Punk's Not Dead - 1981
- Troops of Tomorrow - 1982
- Let's Start a War (Said Maggie One Day) - 1983
- Horror Epics - 1985
- Death Before Dishonour - 1987
- The Massacre - 1990
- Don't Forget The Chaos - 1992
- Beat the Bastards - 1996
- Fuck the System - 2003